# Harras (Munich)
Harras ou Am Harras est une place de Munich dans le secteur de Sendling au confluent de l'Albert-Roßhaupter-Straße et de la Plinganserstraße. La gare et la station de métro voisines portent également le nom de cette place.

## Toponymie
En 1856, l'ancien palais du Löwenhof (aujourd'hui environ Plinganserstraße 38-42) à l'embranchement des routes de campagne de Munich à Wolfratshausen et Weilheim est démoli. L'aubergiste Robert Harras acquiert ce qui reste et y installe un café avec un restaurant de jardin, appelé Zum Harras et connu comme destination d'excursion populaire pour les bourgeois de Munich. Le café est démoli en 1903, seul le nom reste pour désigner la place officiellement inscrite avec ce nom en 1930.

## Urbanisme
La place Harras souffre d'un trafic intense, c'est pourquoi le comité de quartier du sixième secteur, le SPD et les Verts réclament depuis plusieurs années une reconversion respectueuse de la circulation. Les contraintes d'urbanisme résultent de l'escalier d'accès au métro, de l'ascenseur, du nécessaire aménagement des bâtiments commerciaux environnants et du grand nombre de lignes de bus avec leurs arrêts obligatoires. En 2007, la ville de Munich annonce un concours d'architecture, que le bureau berlinois atelier pk remporte en février 2008. La conception gagnante prévoit de remplacer l'îlot de circulation existant au milieu de la place par une jonction à trois bras dans la zone sud de Harras et de convertir la voie nord en zone piétonne. Harras est ainsi divisé en deux zones : côté nord, un plus grand carré est créé devant les façades du Gründerzeit, et côté sud, devant le bâtiment de la Poste, un parvis plus petit est créé. Le conseil municipal de Munich décide de la conversion en juillet 2010, le département  de génie civil du Landeshauptstadt de Munich investit 7 300 000 € dans la refonte de la place, les travaux de construction commencent en décembre 2010. Un carrefour fonctionnel est disponible à l'automne 2011, l'achèvement et l'ouverture officiels ont lieu en juin 2013. À la suite de la refonte de Harras, Albert-Roßhaupter-Strasse, qui commence à Harras et s'étend à l'ouest à partir de là, est également partiellement repensée.
Une voie tout droit et une voie de virage à gauche sont aménagées à la jonction avec la Plinganserstrasse à la jonction avec l'Albert-Roßhaupter-Strasse. Après le nœud, deux voies sont marquées sur la Plinganserstraße vers le centre-ville jusqu'à la Lindenschmitstraße. Dans l'approche extérieure de la jonction avec l'Albert-Roßhaupter-Strasse, trois voies sont restées inchangées.
L'Albert-Roßhaupter-Straße part du passage souterrain sous la voie ferrée sur deux voies vers et depuis la place. Sur la place, à partir d'environ la maison numéro 10, il y a une voie pour les virages à gauche, de sorte que l'Albert-Roßhaupter-Straße a cinq voies dans la zone de la place. L'emplacement des arrêts de bus du côté nord de l'Albert-Roßhaupter-Strasse et des arrêts de bus de la Plinganserstrasse à la périphérie de la ville est inchangé.
L'îlot de protection des piétons sur l'Albert-Roßhaupter-Straße à Am Harras 10 est déplacé d'environ 6 m vers l'ouest. D'une part, cela permet de se rendre à pied de la "place centrale" à la Poste ou aux commerces de ce côté, d'autre part, les taxis peuvent faire demi-tour ici et les riverains derrière la Poste peuvent sortir dans les deux sens (ouest-est).
Une solution est trouvée pour le demi-tour des bus à la Sylvensteinstraße, les bus peuvent faire demi-tour juste avant la jonction Sylvensteinstraße/Plinganserstraße. Pour ce faire, il fallut ouvrir la cloison centrale pour les bus. Le système de feux tricolores existant est légèrement modifié. Pour l'arrêt intermédiaire des bus, la cloison médiane est fixée au niveau de la Dudenstraße avec une largeur d'environ 4 m.

## Transports
Harras est une gare de transfert importante pour les trains régionaux de la Bayerische Oberlandbahn, du Meridian, du S-Bahn, du métro et des bus. Le service de tramway est arrêté en 1993.

### S-Bahn
Les trains de la ligne de S-Bahn S7 vers Wolfratshausen ainsi que de la Bayerische Oberlandbahn (trains régionaux vers Bayrischzell, Lenggries et le lac Tegern) et du Meridian (trains régionaux vers Holzkirchen et Rosenheim) s'y arrêtent. Le S20 roule sans s'arrêter en raison d'une connexion d'interrupteur manquante. Le S-Bahn et les trains régionaux traversent l'Albert-Roßhaupter-Straße dans le sens nord-sud sur trois voies avec un seul quai. La voie du S-Bahn et des trains de marchandises en direction de Pasing n'a pas de quai.

### Métro
La ligne U6 du métro de Munich s'arrête à la station Harras, ouverte le 22 novembre 1975. Comme la plupart des autres stations, elle mesure 120 m de long et est soutenue par des colonnes rectangulaires en tuiles rouges. Jusqu'à l'ouverture de l'autre voie à l'ouest vers Holzapfelkreuth le 16 avril 1983, elle est le terminus de l'U6. Les trains de la ligne U3 y circulaient également jusqu'au 28 octobre 1989, avant l'ouverture de la branche sud de l'U3.

### Bus
Les bus X30, 53, 54, 130, 132, 134 et 153 s'arrêtent au passage souterrain et au croisement Albert-Roßhaupter-Straße et Plinganserstraße. Harras est l'un des points de rendez-vous du réseau de bus munichois, toutes les lignes opérant ici arrivent en même temps et partent également ensemble quelques minutes plus tard.